# Leonel Rodríguez
Leonel Rodríguez (Ciudad Autónoma de Buenos Aires, 15 de octubre de 1993) es un baloncestista argentino que se desempeña como pívot en el Club Atlético River Plate del Torneo Federal de Básquetbol de la Argentina.

## Carrera profesional

### River Plate
De cara al Torneo Federal de Básquetbol 2017-18 se confirma su continuidad en el club. El millonario terminó la temporada regular quedando en la segunda posición de la Conferencia Sur, alcanzando de esa manera su mejor posición histórica en el torneo. Abriendo su participación en los octavos de final de la Conferencia Sur, River Plate venció al Club Unión Vecinal 89 - 58, el segundo encuentro termina con el descuento de Unión Vecinal al ganar 71 - 61, en el tercero el conjunto de Nuñez vuelve a imponerse 83 - 69, y termina por liquidar la serie con un 82 - 73 de visitante. En la apertura de la serie de cuartos de final de la Conferencia Sur, el millonario se impuso por 80 - 56 como local. En el segundo encuentro River amplió la ventaja al imponerse 80 - 59. En el tercer partido River no pudo cerrar la serie al perder 77 - 75. Es en el cuarto encuentro donde River logra liquidar la serie al ganar 69 - 67 y asegurarse su pase a la siguiente fase.

### Clubes
- Actualizado hasta el 13 de mayo de 2018.

| Club           | País      | Año             |
| -------------- | --------- | --------------- |
| Lanús          | Argentina | 2012 - 2013     |
| San Martín (C) | Argentina | 2013 - 2014     |
| Estudiantes LP | Argentina | 2014 - 2016     |
| Pedro Echagüe  | Argentina | 2016 - 2017     |
| River Plate    | Argentina | 2017 - Presente |